# Jonas Krumrey
Jonas Krumrey (født 25. november 2003) er en tysk fodboldspiller, der spiller som målmand for den danske Superliga klub Lyngby Boldklub.

## Karriere
Krumray startede i TSV 1860 Rosenheim og FC Bayern München . I 2017 tog han videre til Red Bull Salzburg Academy, hvor han spillede på alle tre niveauer. Derefter blev han 3. målmand i FC Liefering. I juni 2021 underskrev han en kontrakt med FC Red Bull Salzburg til 2025.
Den 13. august 2021 spillede han sin første kamp for FC Liefering mod SKU Amstetten . 
Den 20. august 2024 blev Krumrey udlejet til den danske Superliga klub Lyngby Boldklub indtil udgangen af sæsonen 2024-25 . 